# Pterella kenyae
Pterella kenyae är en tvåvingeart som beskrevs av Nesbitt 1975. Pterella kenyae ingår i släktet Pterella och familjen köttflugor.
Artens utbredningsområde är Kenya. Inga underarter finns listade i Catalogue of Life.